# Lavonia
Lavonia é uma cidade localizada no estado americano de Geórgia, no Condado de Franklin.

## Demografia
Segundo o censo americano de 2000, a sua população era de 1827 habitantes.
Em 2006, foi estimada uma população de 2012, um aumento de 185 (10.1%).

## Geografia
De acordo com o United States Census Bureau tem uma área de 10,1 km², dos quais 10,1 km² cobertos por terra e 0,0 km² cobertos por água. Lavonia localiza-se a aproximadamente 256 m acima do nível do mar.

## Localidades na vizinhança
O diagrama seguinte representa as localidades num raio de 16 km ao redor de Lavonia.